# Brian Clarke
Pour les articles homonymes, voir Clarke.
Sir Brian Clarke né le 2 juillet 1953 et mort le 1er juillet 2025 est un peintre, artiste architectural, designer et graveur britannique, connu pour ses projets de vitraux et de mosaïques à grande échelle, ses peintures symbolistes, ses scénographies et ses collaborations avec des personnalités majeures de l'architecture moderne et contemporaine.
Né dans une famille ouvrière à Oldham, dans le nord de l'Angleterre, et étudiant à plein temps en art grâce à une bourse à l'âge de 13 ans, Clarke s'est fait connaître à la fin des années 1970 en tant que peintre et figure du mouvement punk,, et créateur de vitraux. Au début des années 1980, il était devenu une figure majeure de l'art contemporain international, le sujet de plusieurs documentaires télévisés et un habitué des cafés-sociétés. Il est connu pour son art architectonique, sa production prolifique dans divers médias, ses amitiés avec des personnalités importantes de la culturelles,, et ses conférences et interviews polémiques.
Sa pratique du vitrail architectural et autonome, souvent à une échelle monumentale, conduit à des innovations et des inventions successives dans le développement du médium. Cela inclut la création de vitraux sans plomb et le lancement ultérieur d'un « pointillisme considérablement amélioré » en verre, ainsi que la création de vitraux sculpturaux, analogues au collage, réalisés principalement ou entièrement en plomb. Ces deux dernières avancées sont décrites comme ayant porté le vitrail en tant que forme d’art à son point zéro dans chaque direction : transparence absolue et opacité complète.
Figure importante de l'intégration de l'art avec l'architecture pendant longtemps, ses collaborations architecturales incluent des travaux avec Zaha Hadid, Norman Foster, Arata Isozaki, Oscar Niemeyer, IM Pei, César Pelli et Renzo Piano. Il a servi un mandat de sept ans en tant que président de la Fondation Architecture et a siégé au comité d'examen de la conception de la Commission pour l'architecture et l'environnement bâti. Il a principalement collaboré avec les artistes David Bailey, Hugh Hudson, Malcolm McLaren, ainsi qu'avec Linda et Paul McCartney.

## Biographie

### Jeunesse
Né à Oldham, dans le Lancashire, Brian Clarke est le fils d'Edward Ord Clarke, un mineur de charbon, et de Lilian Clarke (née Whitehead), une filatrice de coton. Élevé dans une famille sensible au spiritualisme – sa grand-mère maternelle était un médium local notable – Clarke fréquente un lycée spiritualiste tout au long de son enfance et est considéré comme un « sensible », gagnant localement une réputation de « garçon médium ».
Agé de 12 ans, il postule pour une place dans la dernière promotion d'un programme éducatif existant dans le nord de l'Angleterre pour permettre à des enfants artistiquement prometteurs de quitter leur école secondaire et de devenir étudiants en art à temps plein, et obtient une bourse à l"Oldham School of Arts and Crafts. Au lieu d'un programme standard, il étudie principalement les arts et le design, apprenant le dessin, l'héraldique, la composition picturale, la théorie de la couleur, le mélange de pigments et la calligraphie, entre autres matières. Considéré comme un prodige à l'âge de 16 ans, Clarke maîtrise les orthodoxies du dessin académique. En 1968, lui et sa famille déménagent à Burnley et, trop jeune pour être admis au Burnley College of Art, il ment sur son âge et est accepté sur la base de ses travaux antérieurs.
En 1970, Clarke s'inscrit au cours de vitrail architectural au North Devon College of Art and Design, obtenant son diplôme en design avec une mention de première classe. En 1974, il a reçu une Winston Churchill Memorial Travelling Fellowship pour étudier l'art religieux en Italie, en France et en Allemagne de l'Ouest. Il s'inspire de l'école allemande des artistes du vitrail d'après-guerre, et notamment de l'artiste Johannes Schreiter (en). En 1976, Clarke reçoit la Churchill Extension Fellowship pour étudier l'art en architecture et en peinture contemporaine aux États-Unis, où il a découvert l'art de Robert Rauschenberg, Jasper Johns et Andy Warhol, avant de se lier d'amitié avec eux.

### Carrière
Au cours de sa carrière, Clarke a exploré de nouvelles approches dans une gamme de médiums, notamment le vitrail, la mosaïque, le collage, la peinture et le dessin.

#### Années 1970

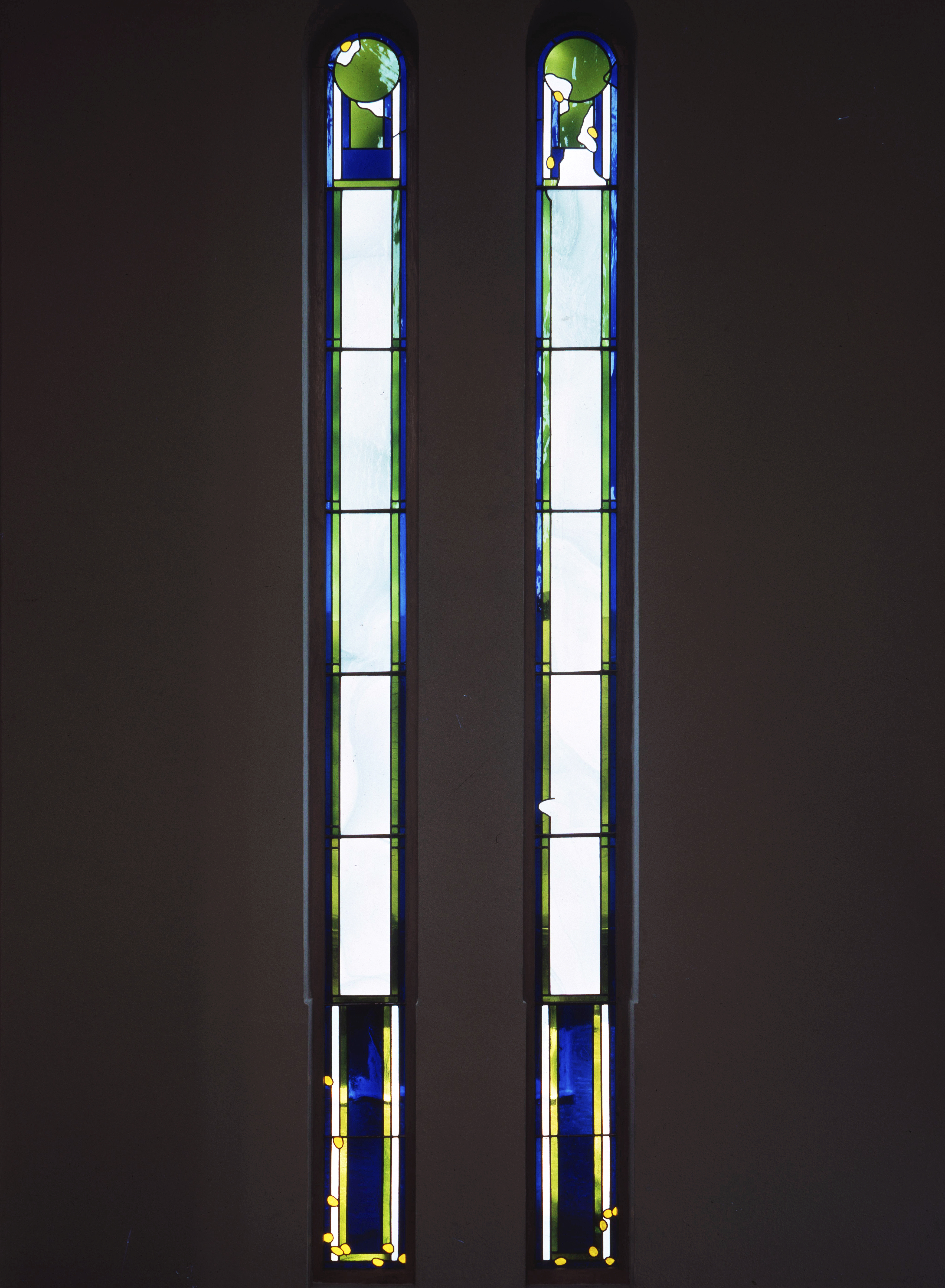
Fenêtres du baptistère conçues et fabriquées en 1976 par Clarke pour l'exposition art déco de FX Velarde en 1932-1934 à l'église de St Gabriel, Blackburn.

Clarke reçoit sa première commande d'architecture à l'âge de seulement 17 ans. Sa suite de 20 fenêtres pour l'église Saint-Laurent, à Longridge (1975), est néanmoins considérée comme sa première œuvre de maturité. Ici, l'utilisation du verre transparent a une sensibilité pop art ; les vitres « transparentes » embrassent le quotidien en laissant entrer le monde réel. En 1976, Clarke reçoit une commande à grande échelle de l'Université de Nottingham pour produire 45 peintures, vêtements et une série de vitraux pour une chapelle multiconfessionnelle dans le Queen's Medical Center (en). L'une des plus grandes commandes d'art public de la décennie, le processus de conception et d'installation a été filmé par la BBC pour un documentaire.
Dans les premières années de sa carrière, la plupart des travaux de Clarke concernaient des édifices religieux. Cependant, en 1978, sa relation avec l’Église était devenue intenable, car ses projets étaient constamment modifiés. La fin de cette relation a permis à Clarke de créer des vitraux pour des contextes laïques et de faire progresser ce médium en tant qu'art social. Tout au long de cette période, Clarke a activement attiré l'attention sur le vitrail et en a fait la promotion en tant que support moderne. En 1975, il organise l'exposition itinérante Glass Art One, qui présente des vitraux profanes et autonome inspirés en partie de la peinture de paysage japonaise. Plus tard, il co-organise GLASS/LIGHT, une étude approfondie du vitrail du XXe siècle, avec l'artiste de guerre britannique John Piper (en) et l'historien de l'art Martin Harrison, en collaboration avec l'artiste Marc Chagall dans le cadre du Festival de la Ville de Londres de 1978. Clarke produit par ailleurs également le livre Architectural Stained Glass, un recueil d'essais polémiques.
Dans sa peinture, Clarke développe un langage constructiviste strictement abstrait de signes géométriques. Son travail a souvent une structure de grille sous-jacente faite de répétitions et de variations sur la croix. Au cours des années suivantes, il perturbe la grille avec des formes amorphes fluides. En 1977, le punk arrive au Royaume-Uni, ce qui a un impact profond sur Clarke. Il se connecte avec Vivienne Westwood et Malcolm McLaren et collabore ensuite en tant que concepteur sur leur magazine avorté Chicken, dont la création est financée par EMI et filmée à l'Arena par la BBC. Il exprime également l'énergie nihiliste du punk dans la série de peintures de 1977, Dangerous Visions (1977). À peu près à la même époque, Clarke se lie d'amitié avec le physicien-chimiste Lord Snow. Après la mort de celui-ci, Clarke réalise un portfolio de sérigraphies en son hommage ; leur titre, The Two Cultures, fait référence à l'influente conférence Rede de 1959 sur le fossé perçu entre les sciences humaines et les sciences dures. En 1983, la Tate acquiert une édition de The Two Cultures.
Entre 1978 et 1979, la BBC filme la pratique et la vie de Clarke en studio pour un documentaire BBC Omnibus d'une heure, Brian Clarke : The Story So Far. Des millions de personnes regarde le documentaire au Royaume-Uni et la BBC enregistre plusieurs plaintes de téléspectateurs. Le programme et la couverture médiatique qui suit, y compris l'apparition de Clarke sur la couverture de Vogue, photographiée par Robert Mapplethorpe, l'amènent à attirer l'attention du public. Plus tard en 1979, Clarke devient présentateur du programme artistique Mainstream de la BBC Two et du programme Kaleidescope de la BBC Radio 4, menant des entretiens avec des personnalités telles que Brassaï, Andy Warhol, John Lennon et Elisabeth Lutyens. Il donne aussi au groupe de Sheffield The Human League sa première apparition à la télévision.

#### Années 1980

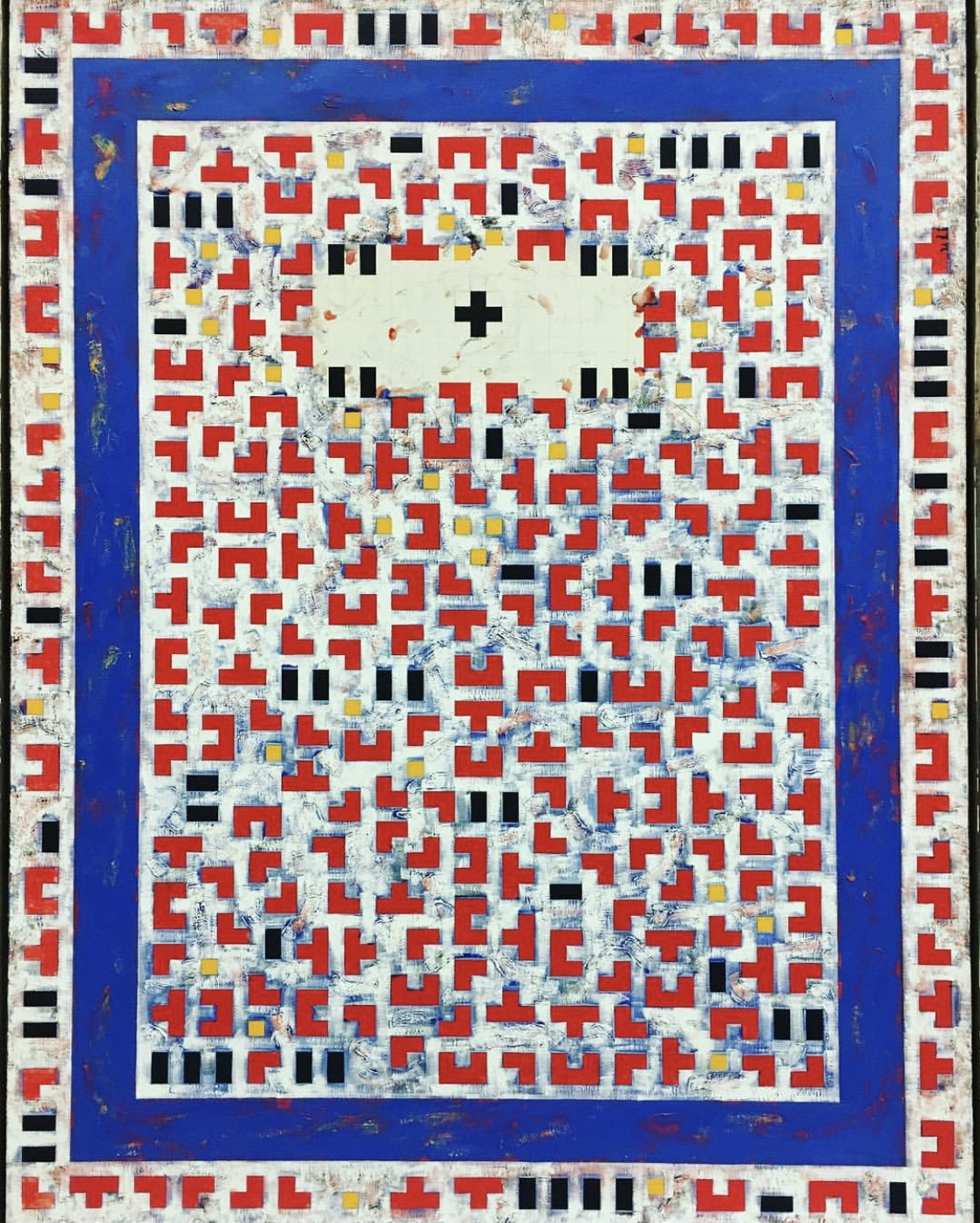
And He is Condemned (1983), peinture à l'huile de Clarke de la série Via Crucis, exposée à la réouverture de la galerie Robert Fraser.

Dans les années 1980, Clarke joue un rôle déterminant dans l’introduction du vitrail dans la sphère publique. Il reçoit sa première commande internationale de peintures, d'une construction en bois et d'une série de vitraux pour le siège européen d'Olympus à Hambourg, achevés en 1981. Marquant un changement majeur dans sa propre pratique et rompant avec la tradition, il fait fabriquer les fenêtres dans un atelier en Allemagne. L’expérience de leur couleur immersive pousse les critiques à les décrire comme le champ chromatique du vitrail. Un autre développement dans cette œuvre est la libération par Clarke de la ligne principale d'être un élément purement structurel : là où la ligne principale se libère, elle acquiert une qualité expressive. La même année, recevant une commande du gouvernement saoudien pour la mosquée royale de l'aéroport international du roi Khalid, Clarke étudie l'ornementation islamique dans les écoles coraniques de Fès. À la suite de cela, en 1984, le cabinet d'architecture Derek Latham and Co. demande à Clarke de collaborer à la rénovation des thermes classés Grade II d'Henry Currey à Buxton. Satisfaisant ses ambitions sociales pour le médium, il enferme l'ancien spa victorien dans une peau voûtée en berceau de vitraux, baignant l'espace public « dans une immense lumière bleue ». C'est l'une des premières œuvres de Clarke à avoir été conçue pour avoir une présence nocturne délibérée.

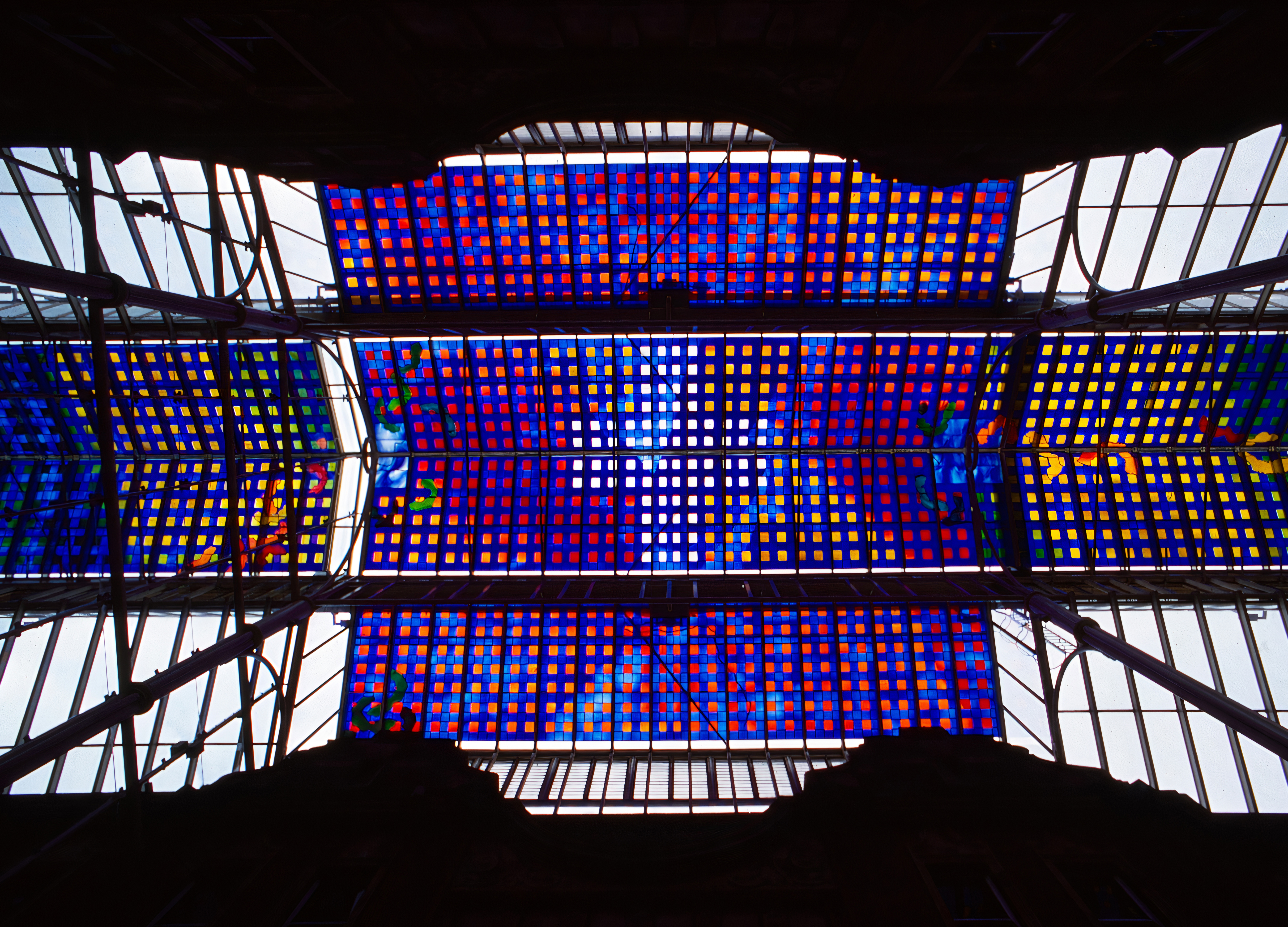
Auvent en vitrail abstrait moderne au Victoria Quarter Leeds par Brian Clarke à la jonction Cross Arcade, 1990.

En 1988, l'architecte Arata Isozaki contacte Clarke pour collaborer au bâtiment Lake Sagami à Yamanashi. Clarke conçoit une composition de vitraux pour la lanterne centrale et une série de lucarnes interdépendantes faisant référence à des éléments du bâtiment d'Isozaki. Au cours de la même période, Clarke collabore avec Norman Foster et son cabinet d'architecture Foster + Partners pour concevoir des vitraux pour le nouveau terminal de l'aéroport de Stansted. Pour la première fois dans l’histoire du vitrail[réf. nécessaire], la conception assistée par ordinateur est utilisée pour sa visualisation et sa conception. En partie pour des raisons de sécurité, le modèle n'est finalement pas utilisé. La commande finale concerne deux frises et une tour de vitraux de 6 m de haut. Alors que leurs formes abstraites et constructivistes résonnent avec le langage de Foster, Clarke expliquera plus tard à quel point la technologie médiévale du plomb et du vitrail était en contradiction avec les qualités matérielles de l'architecture high-tech. Le désir de résoudre ce conflit incite ensuite Clarke à adopter la technologie du verre la plus avancée.
Tout aussi expérimentale sur d’autres médiums, la pratique picturale de Clarke s’inspire également de la technologie. Remarquant la similitude entre les symboles réticulaires d'origine constructiviste qui dominent son travail et les ordinateurs de mesure de la lumière des appareils photo Olympus OM System, il réalise une série de peintures liées à la technologie, notamment Time Lag Zero, pour le siège d'Olympus Optical (Royaume-Uni). Pendant cette période, Clarke réalise la couverture de l'album solo de Paul McCartney, Tug of War, en concevant la couverture avec Linda McCartney. Il crée également les scénographies de la tournée mondiale de Paul McCartney (1989-1990).

#### Années 1990

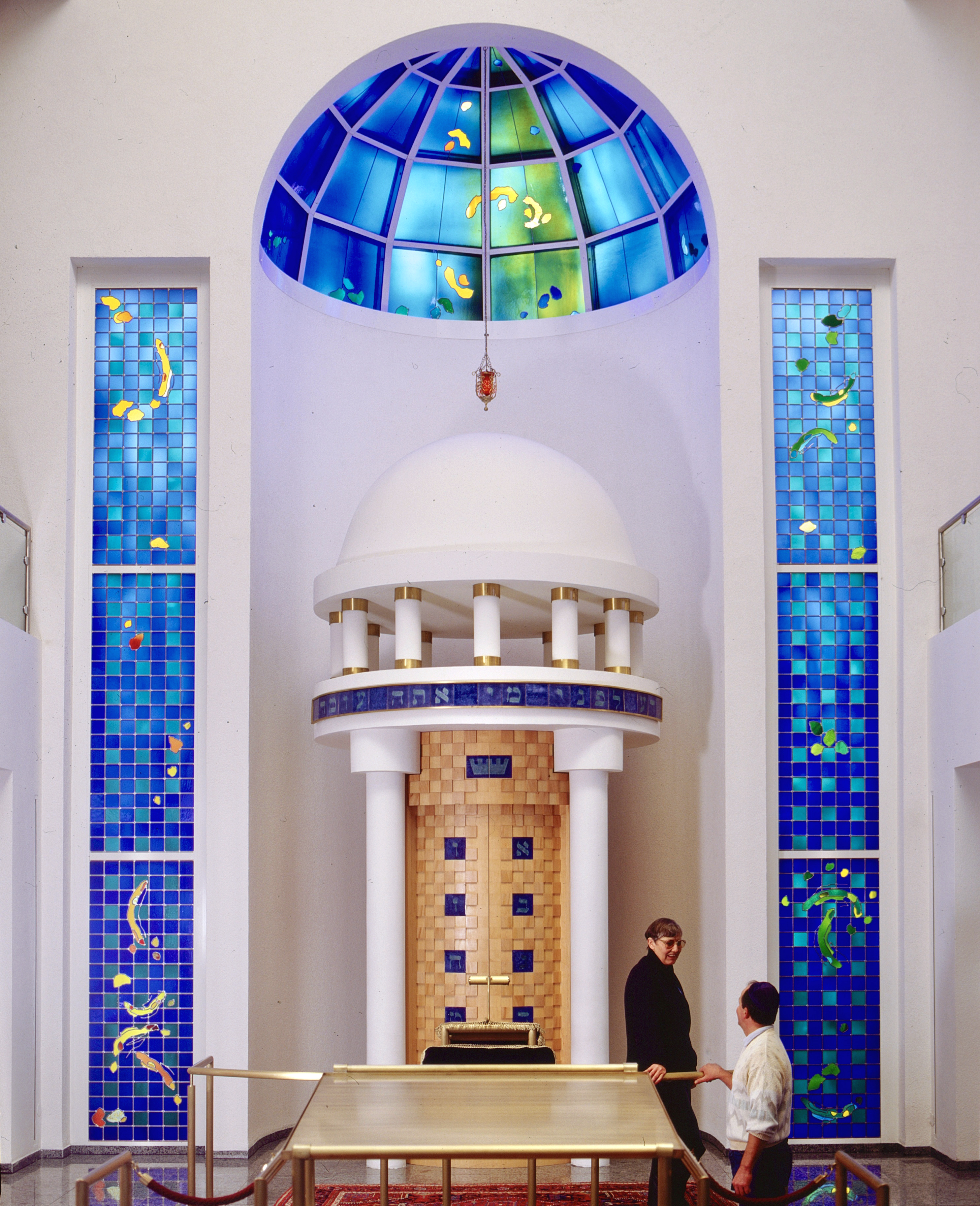
Les vitraux et le dôme, ainsi que l'arche de Torah en céramique et en bois sculpté de la nouvelle synagogue de Darmstadt, conçus par Clarke.

Continuant à travailler en collaboration avec des architectes de renom, Clarke commence à remettre en question le confinement traditionnel du vitrail dans un cadre et à façonner des façades entières en verre. Lorsque Future Systems (le cabinet d'architecture de Jan Kaplický et Amanda Levete) demande à Clarke de collaborer à The Glass Dune (1992), il propose une « peau d'art » interne pour leur bâtiment innovant en forme de boomerang, qui n'est finalement jamais réalisé. Collaborant plus tard avec l'architecte expressionniste Will Alsop (en) sur la conception de l'Hôtel du Département des Bouches du Rhône (devenu connu sous le nom de Le Grand Bleu), Clarke revêt le bâtiment d'un verre bleu Yves Klein. Emblème de la ville de Marseille, le bâtiment est aujourd'hui considéré comme une œuvre majeure de l'architecture de la fin du XXe siècle.
Désirant des champs de verre plus légers et plus étendus, Clarke a continué à rechercher de nouvelles technologies. En collaboration avec l'architecte Zaha Hadid sur une proposition pour le projet de logement des viaducs de Spittelau, à Vienne, il développe un nouveau type de verre soufflé à la bouche, qu'il baptise « Zaha-Glas ». Bien que ce projet ne soit jamais réalisé, le nouveau « Zaha-Glas » est utilisé pour la première fois architecturalement dans le projet de Clarke pour le plafond du siège mondial de Pfizer à New York, un projet d'art architectural historique reliant les 42e et 43e rues de Manhattan. Travaillant avec Foster sur la conception du centre Al Faisaliyah, à Riyad, en Arabie Saoudite (installé en 1999), Clarke abandonne complètement la technologie médiévale du verre et du plomb de support et conçoit une nouvelle solution qui implique la cuisson d'une glaçure frittée en céramique dans du verre flotté. Le nouveau verre a une légèreté qui correspond au bâtiment high-tech de Norman Foster. Clarke, cependant, continue à utiliser les technologies médiévales traditionnelles dans d’autres contextes architecturaux.
Clarke a continué à être actif dans d'autres médiums en plus du vitrail. En 1993, il crée les décors de la tournée New World de Paul McCartney (1993) ; l'un des décors est un collage de vitraux à travers les âges. L'année suivante, Clarke tient une émission commune avec Linda McCartney. L'exposition, Collaborations, présente des œuvres d'artistes et des pièces collaboratives dans lesquelles les photos de McCartney sont sérigraphiées sur du verre soufflé à la bouche en utilisant un procédé de leur propre conception.
En 1998, la Haute Cour anglaise rompt tous les liens entre l'ancienne galerie de Francis Bacon, Marlborough Fine Art, et la succession de Francis Bacon. Clarke est nommé seul exécuteur testamentaire de la succession de Francis Bacon, agissant au nom de l'héritier de Bacon, John Edwards. Clarke transfère la représentation de Francis Bacon à la Tony Shafrazi Gallery de New York, où est montée une exposition de dix-sept peintures de Bacon inédites récupérées dans son atelier. Clarke intente une deuxième action en justice contre Marlborough Fine Art, alléguant que la galerie avait sous-payé Bacon pour son travail, affirmé une influence indue sur lui, et omis de rendre compte de 33 de ses peintures. À la suite du diagnostic de cancer du poumon d'Edwards en 2002, le litige est réglé à l'amiable, chaque partie payant ses propres frais. Au cours de la procédure judiciaire, un nombre non divulgué de peintures de Bacon ont été récupérées à Marlborough et « de grandes quantités de correspondance et de documents relatifs à la vie de l'artiste ont été remises par la galerie ».
En 1998, Edwards et Clarke font don du contenu de l'atelier de Bacon au 7 Reece Mews, à Londres, laissé intact depuis la mort de Bacon, à la Hugh Lane, la Dublin City Gallery,. Ce qui suit est un projet de conservation unique. Il est décidé de préserver l'atelier tel qu'il est, et une équipe d'archéologues, d'historiens de l'art, de restaurateurs et de conservateurs est impliquée dans le déménagement de Londres à Dublin. Les emplacements de plus de 7 000 objets sont documentés et à Dublin, le studio est reconstruit en utilisant toutes les portes, sols, murs et plafonds d'origine, et les objets sont placés exactement comme ils avaient été laissés. L'atelier ouvre ses portes au public en 2001, accompagné de la toute première base de données répertoriant le contenu d'un atelier d'artiste.

Puits de lumière en vitrail de Clarke, 120 mètres carrés au total. Inspiré par la marche du couronnement de l'orbe et du sceptre de William Walton et exécuté pour The Spindles in Oldham (1993).

#### Années 2000
Continuant à faire progresser sa vision architecturale du vitrail, Clarke orchestre en 2015 l'exposition in situ Lamina à la Gagosian Gallery de Londres, où des vitraux du sol au plafond représentant des feuilles dorées transforment l'espace de la galerie et immergent les visiteurs dans des formes naturelles illuminées. La nature devient un thème central du travail de Clarke au cours de ces années. Dans une interview, Clarke reconnaît se sentir proche d'Henri Matisse, qui travaille dans le vitrail et dont le travail glorifie souvent les merveilles de la nature. La nature inspiré également les vitraux et les céramiques de Clarke aux Mall Cottages dans l'ouest de Londres. Clarke travaille avec Norman Foster sur le Palais de la Paix et de la Réconciliation, un bâtiment emblématique de Nur-Sultan, au Kazakhstan, construit pour abriter le Congrès triennal des dirigeants des religions mondiales et traditionnelles. L'étendue de 9 700 m2 de vitraux de Clarke couronne le sommet de la pyramide (installée en 2006), avec des images de colombes en plein essor,.
Dans un autre exemple de Clarke rompant la relation médiévale entre le verre et le plomb, dans les années 2000, il prend la décision radicale d'inverser leur relation et commence à façonner des œuvres entièrement en plomb. Dans ces œuvres principales autonomes, Clarke utilise souvent la sombre lourdeur du plomb pour explorer des thèmes plus sombres comme la mortalité. Son œuvre phare Don't Forget the Lamb (2014) est un mémorial à sa défunte mère. Au cours de cette période, la nature inspire également le travail de Clarke sur d'autres médiums. Ses dessins de fleurs utilisent l'espace négatif comme élément d'expression, isolant les fleurs dans l'espace vide avec sa ligne nerveuse signature. Cela se voit dans sa dernière série, Night Orchids, exposée à la galerie PACE en 2016. Les collages de Clarke sont tout aussi expérimentaux ; les fragments et les dessins à la craie soigneusement choisis, souvent déchirés, construisent une image qui tente de capturer l’essence de la fleur représentée. Dans un geste radical, Clarke apporte le langage du collage au vitrail d'une fenêtre enveloppante du Peel Cottage (installé en 2009), où il incorpore des fragments de verre médiéval dans un design contemporain.

#### Depuis les années 2010
En 2010, Clarke est chargé de concevoir des vitraux pour la nouvelle chapelle papale de la Nonciature apostolique à 54 Parkside, l'ambassade diplomatique du Saint-Siège en Grande-Bretagne, pour la visite 2010 du pape Benoît XVI au Royaume-Uni, la toute première visite d'État faite par un pape dans le pays. L'exposition The Art of Light (2018) à Norwich met en valeur les panneaux de verre autoportants de Clarke. Alors que leurs structures pliantes s'inspirent des paravents japonais, ils explorent un nouveau contexte pour le vitrail, qui ne se limite plus à la structure d'un bâtiment, mais ayant néanmoins un fort impact architectural sur l'espace qu'il habite. Les sujets de ces panneaux sont variés : beaucoup représentent des fleurs et l'opulence de la nature dans des couleurs vives, mais il y a aussi des images de chagrin intense et des sujets inspirés de la Pop. Une sensibilité pop transparaît également dans ses panneaux Caryatides (2002), qui représentent des jeunes hommes musclés en tenue de plage au bord de la mer. L'œuvre est critiquée lors de son exposition chez Christie's à Londres en 2011, reflétant les valeurs traditionalistes qui entourent le médium du vitrail.
En 2015, Clarke organise A Strong Sweet Smell of Incense: A Portrait of Robert Fraser, une exposition organisée à la Royal Academy of Arts de Londres, en association avec la Pace Gallery, en collaboration avec l'auteur Harriet Vyner (dont Clarke a contribué à la « biographie culte » de Fraser, Groovy Bob). L'exposition personnelle de 2014 Spitfires and Primroses avec la Pace Gallery, juxtapose deux séries d'œuvres récentes, associant des peintures à l'huile d' avions de la Seconde Guerre mondiale, disposées en semé héraldique, avec des aquarelles de primevères anglaises. L'émission révèle une inquiétude sous-jacente à l'imagerie botanique de Clarke. Cet aspect résonne plus tard dans ses peintures de coquelicots, qui constituent l'exposition Vespers à Phillips, Londres, en 2021.
En 2020, il est annoncé qu'une nouvelle école Blue Coat doit être construite à Oldham, la ville natale de Clarke, nommée Brian Clarke Church of England Academy, pour offrir des places scolaires gratuites à 1 200 élèves. L'académie obtient un permis de construire en avril 2021, avec une construction achevée en 2023 et sa première promotion d'élèves en septembre 2023.

## Œuvre

### Projets architecturaux

#### Sélection de projets réalisés

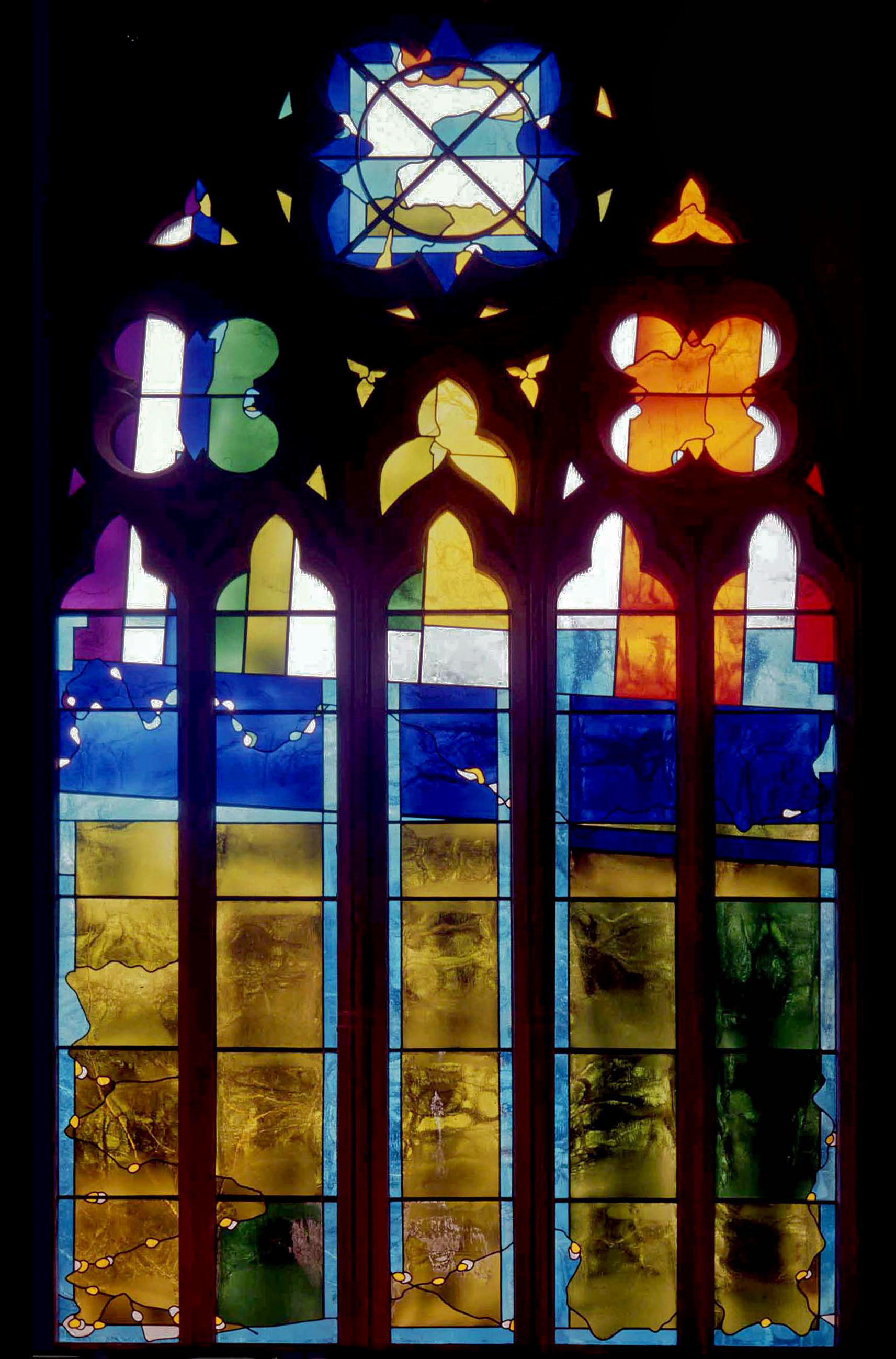
Vitrail de la fenêtre orientale de l'église All Saints de Habergham, Burnley.

- 1976 : Vitrail de la fenêtre orientale de l'église All Saints de Habergham, Burnley
- 1977 : Peintures, habits de cérémonie et vitraux pour l'aménagement de la chapelle du Queen's Medical Centre, Université de Nottingham
- 1981 :
  - Vitrail pour le siège de Lavers & Barraud, Endell Street, Londres
  - Peintures et vitraux pour le hall d'entrée du siège de l'Olympus Optical Europa GmbH, Hambourg
- 1982 : Vitraux pour la lucarne et la claire-voie, le hall d'entrée, la bibliothèque et le bureau de la mosquée du Khalid International Airport, Riyad, Arabie Saoudite
- 1984 : Série de vitraux sculpturaux et de fenêtres pour le nouveau bâtiment du gouvernement, au Doha Palace, Doha, Qatar
- 1986 :
  - Modular Assemblage (installation de peinture) pour le siège de Texas Instruments, Dallas, Texas
  - Vitrail de la voûte en berceau de l'église de Cavendish Arcade, Derbyshire
- 1988 :
  - Les vitraux de la tour-lanterne centrale et des lucarnes de l'hôtel de ville du Lake Sagami Country Club, Yamanishi, Japan
  - Vitrail et sanctuaire de la Torah pour la Synagogue du Mémorial à l'Holocauste (Neue Synagoge), Darmstadt

- 1989 :

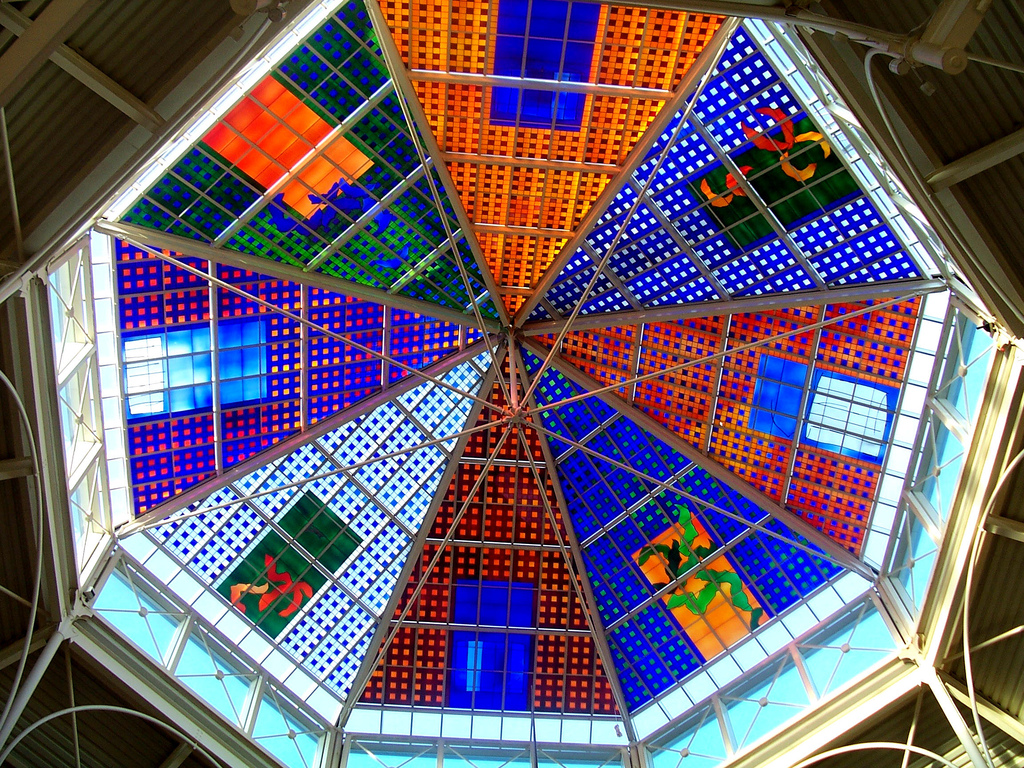
Vitraux pour le plafond du Spindles Shopping Centre, Oldham.

  - Création d'une arcade couverte de vitraux à l'hôtel de ville de Victoria Quarter, Leeds

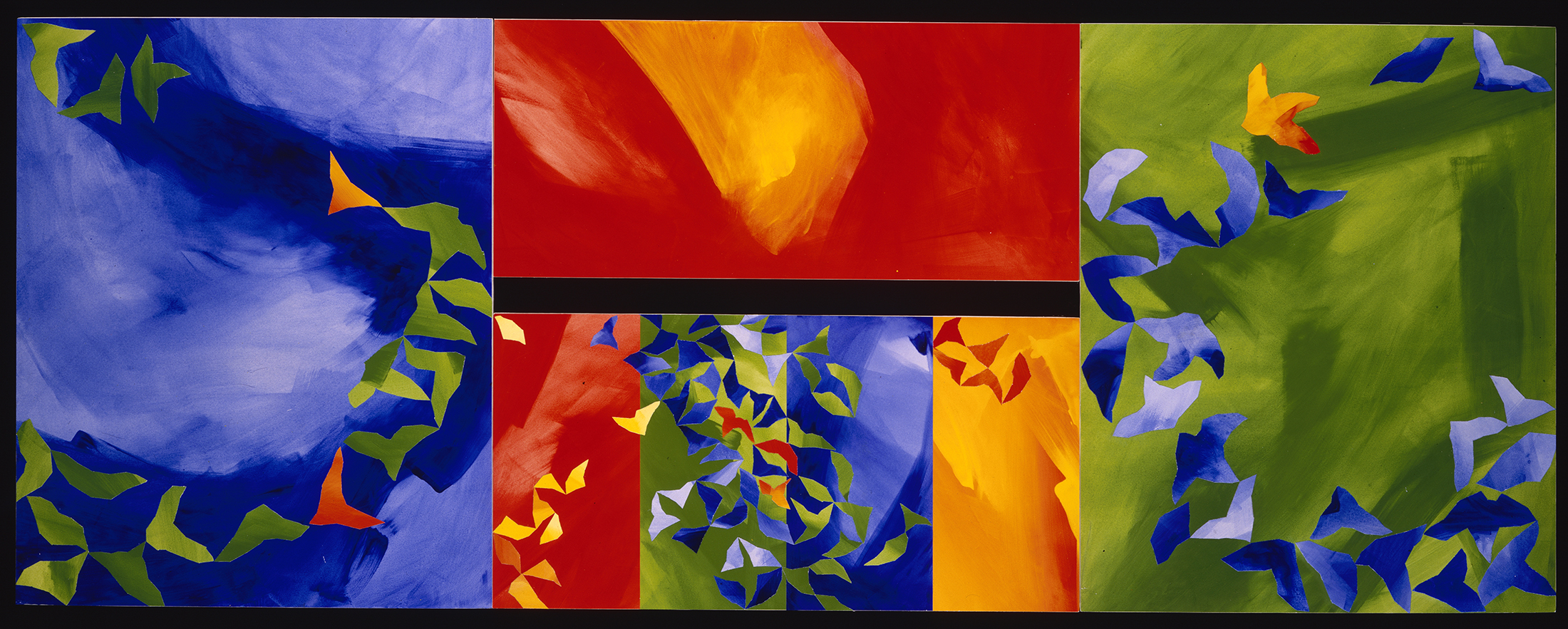
Scénographie pour le Paul McCartney New World Tour.

  - Scénographie pour le Paul McCartney World Tour
  - Vitraux pour le plafond du Spindles Shopping Centre, Oldham
- 1990 : Peinture et vitraux pour le Restaurant Cibreo, Tokyo
- 1991 : Frise et tour en vitrail, aéroport de Londres Stansted
- 1992 :
  - Fenêtres de tour en vitrail pour le bâtiment Telefonica, Barcelona Telephone Exchange, Plaça Catalunya, pour les Jeux olympiques d'été de 1992
  - Tapisseries et vitraux pour le siège d'Associated Newspapers, the Carmelite, Victoria Embankment, Londres

- 1993 :
  - Scénographie pour le Paul McCartney New World Tour
  - Vitraux pour le mur Nord du EAM Building, Kassel, Allemagne
  - Scénographie pour le ballet The Ruins of Time, de Rudolf Nureyev, Ballet national néerlandais, Amsterdam
- 1994 :
  - Mosaïques pour W.H. Smith & Sons, Mill Hill House, Abingdon, Oxon
  - Couverture de disque pour le catalogue de musique de William Walton, EMI Classical

- 1995 :

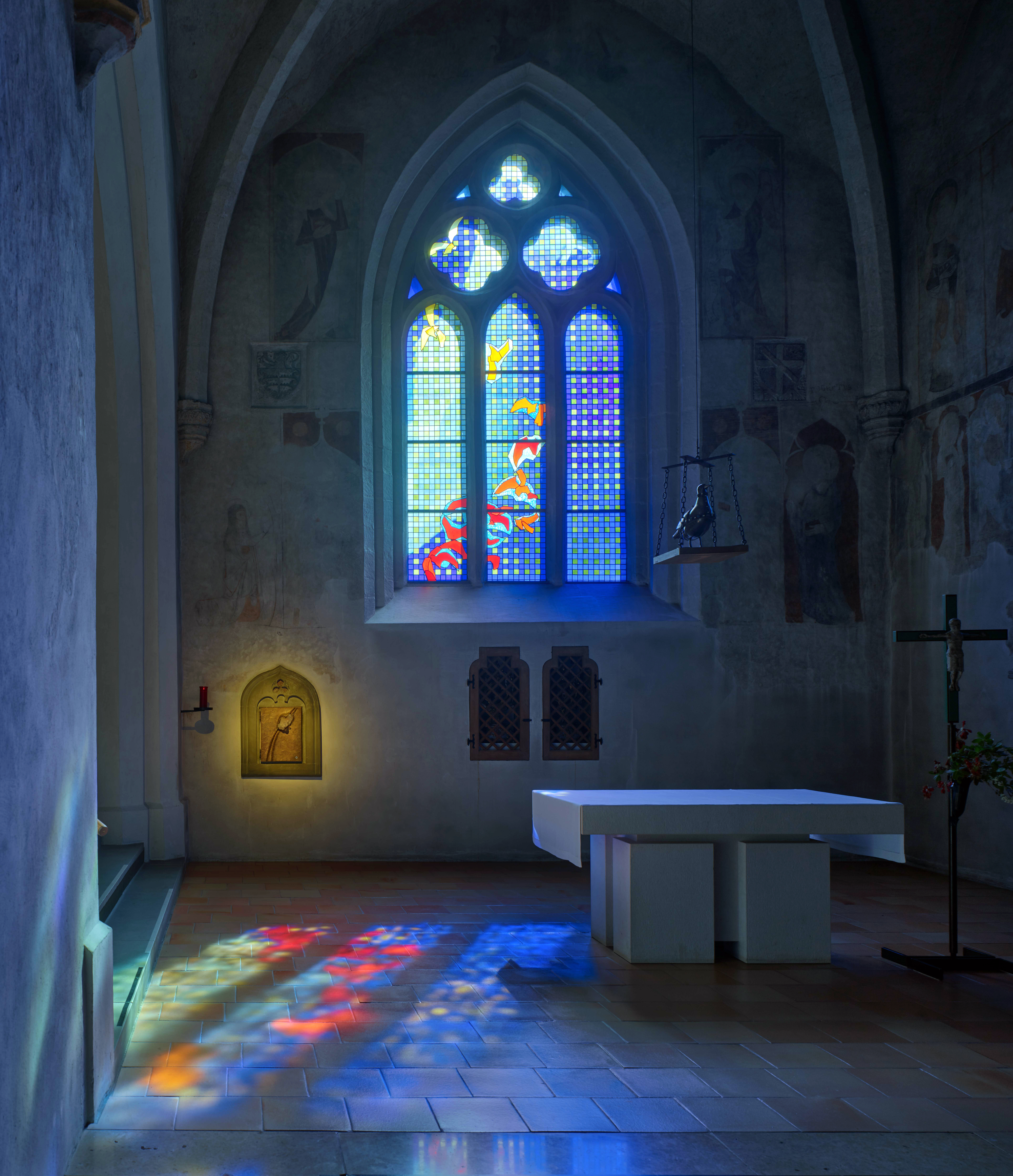
Vitraux pour les fenêtres de l'abbaye cistercienne de la Fille Dieu, Romont.

  - Vitraux et mosaïque pour les fenêtres de toit du Centre NorteShopping, Rio de Janeiro
  - Vitraux pour les fenêtres de l'abbaye cistercienne de la Fille Dieu, Romont
  - Vitraux et mosaïque pour le plafond du siège de Pfizer, Emery Roth and Sons Building, New York
- 1996 :
  - Vitraux pour la façade du Valentino Village, Noci, Bari
  - Vitrail sculptural (The Stamford Cone) pour le siège d'UBS, Swiss Bank Corporation, Stamford, Connecticut
- 1997 : Vitraux pour la synagogue Sinai de Chicago
- 2000 :
  - Vitraux pour la façade et mosaïque pour le sol du siège d'Olympus Optical Europa, Hambourg
  - Vitraux pour les murs d'Al-Faisliah Complex, Riyad
- 2001 : Vitraux pour la façade des bureaux de Pfizer, 42nd Street & 2nd Ave, New York
- 2005 : Vitraux pour les fenêtres du chœur de la cathédrale de Linköping, Suède
- 2006 : Vitrail du sommet et des fenêtres de la Pyramide de la Paix, Astana
- 2010 : Vitraux de la chapelle papale de l'Apostolic Nunciature, Londres
- 2011 : Hall d'entrée en mosaïque pour une maison privée, St. James, Londres
- 2015 : Vitrail, mosaïque, carreaux de céramique et mobilier de porte et de fenêtre pour une maison privée située à Chiswick Mall, Londres
- 2015 : Conception du nouveau médaillon de Membre de la Winston Churchill Memorial Trust
- 2018 :
  - Conception du Beaverbrook Country Club Coach House Spa, Cherkley Court
  - Hall d'entrée d'une maison privée à St James, Londres
- 2021 : Vitrail, The Red Room Bar, Connaught Hotel, Londres

#### Sélection de projets non réalisés
- 1992 : The Glass Dune (bâtiment du Ministère de l'Environnement), Hambourg
- 1994 :
  - Vitraux pour les fenêtres du Clinical Research Building et du Hammersmith Hospital Cancer Centre avec Jan Kaplický (Future Systems)
  - Conception des vitraux pour le plafond et la mosaïque pour le sol du Friedrichstadt Passagen, Quartier 206, Berlin
  - Proposition collégiale ave Zaha Hadid pour des vitraux et mosaïques destinés au Spittelau Viaducts Housing Project, Vienne
  - Conception des vitraux et de l'arche de la Torah de la Synagogue d'Aachen
- 1995 : Conception des vitraux pour les murs du hall d'entrée du nouveau sièges des Nations Unies, New York
- 1996 : Proposition pour le Grand Auditorium de l'Opéra Bastille, Paris
- 1997 :
  - Conception des vitraux et des mosaïques du siège de RWE Energie AG, Essen
  - Conception des fenêtres de l'église Heiliggeist, Heidelberg
  - Conception des vitraux pour l'aéroport Chep Lap Kok, Hong Kong
- 1998 : Conception pour les toits et sculptures d'eau pour le Neiman Marcus and Fashion Show Mall, Las Vegas
- 2000 : Conception d'une sculpture de verre, Holborn Place, Londres
- 2001 : Conception des vitraux pour la façade du West Winter Garden, Canary Wharf, Londres
- 2003 : Conception des vitraux pour l'élévation de la façade Sud du Great South Grandstand, hippodrome d'Ascot
- 2011 : Conception d'une sculpture en bronze coulé et vitrail pour la place, The Shard, London Bridge
- 2017 : Conception des vitraux du transept, cathédrale de Salisbury

### Publications

#### Monographies
- (en) 'Fleur de Lys': Brian Clarke, Londres, Faggionato Fine Arts, 1998.
- (en) Christophe, Steidl, 2009  (ISBN 978-3865217721).
- (en) Night Orchids (avec des contrib. de Robert Storr), Londres, HENI Publishing, 2016  (ISBN 978-0993316104).
- (en) The Art of Light – Brian Clarke (avec des contrib. de Norman Foster et Paul Greenhalgh), Londres, HENI Publishing/Sainsbury Centre for Visual Arts, 2018.
- (en) Spitfires, Londres, HENI Publishing, 2020  (ISBN 978-1-912122-01-1).
- (en) Vespers (essai d'intr. de Robert Storr), Londres, HENI Publishing, 2021  (ISBN 978-1-912122-35-6).

#### Catalogues d'exposition
- (en) Glass/Light ed. Brian Clarke [avec Marc Chagall, John Piper, Johannes Schreiter; introd. Martin Harrison. Royal Exchange, Festival of the City of London, Londres [à l'exposition 18 July-11 August 1978].
- (en) Brian Clarke: Working Drawings (avec des contrib. de John Piper et Patrick Reyntiens), Salisbury, St. Edmunds Arts Centre, 1979.
- (en) Brian Clarke: Paintings, Londres, Robert Fraser Gallery, 1983.
- (en) Brian Clarke: Microcosm (Stained Glass and Paintings), Tokyo, The Sezon Museum of Modern Art, 1987.
- (de) Brian Clarke: Malerei und Farbfenster 1977-1988 (avec des contrib. de Johannes Schreiter et Peter Cook), Darmstadt, Hessisches Landesmuseum, 1988  (ISBN 3-926527-13-7).
- (en) Brian Clarke: Into and Out of Architecture (avec des contrib. de Norman Foster, Peter Cook, Arata Isozaki, Ryu Niimi et Paul Beldock), Londres, Londres, The Mayor Gallery, 1990.
- (en) Brian Clarke (avec des contrib. de Paul Beldock), Japan, Art Random and Kyoto Shoin International, 1990.
- (en) Brian Clarke: Designs on Architecture (intr. Paul Beldock), Oldham, Oldham Art Gallery, 1993.
- (en) Stefan Trümpler (dir.), Musée Suisse du Vitrail à Romont, Brian Clarke, Linda McCartney : collaborations, Berne, Benteli, 1997.
- (en) Brian Clarke – Projects, New York, Tony Shafrazi Gallery, 1998  (ISBN 978-1-891475-13-9).
- (en) Martin Harrison (dir.), Brian Clarke – Transillumination, New York, Tony Shafrazi Gallery, 2002  (ISBN 1-891475-22-3).
- (en) Brian Clarke – Lamina (avec des contrib. de Martin Harrison), Londres, Gagosian Gallery, 2005  (ISBN 1-932598-18-9).
- (en) Don't Forget the Lamb, New York, Phillips de Pury & Company, 2008.
- Stefan Trümpler, Vitromusée Romont, Brian Clarke, life and death: du 20 novembre 2010 au 3 juillet 2011, Benteli, 2010 (ISBN 978-3-7165-1671-3, lire en ligne).
- (en) Brian Clarke: Atlantes & Astragals (avec des contrib. de Martin Harrison et Hans Janssen), Londres, Christie's, 2011.
- (en) Brian Clarke: Works on Paper 1969–2011, Londres, Phillips de Pury and Company, 2011.
- (en) Brian Clarke: Between Extremities (avec des contrib. de Martin Harrison et Robert C. Morgan), New York, PACE Gallery, 2013  (ISBN 978-1-935410-39-3).
- (en) Spitfires and Primroses 2012-2014/Works 1977-1985 (avec des contrib. d'Amanda Harrison et Martin Harrison), Londres, PACE Gallery, 2015  (ISBN 978-1909406155).